# Palatalni nazal
Palatalni nasal suglasnik je koji postoji u nekim jezicima, a u međunarodnoj fonetskoj abecedi za njega se koristi simbolom [ɲ].
Simbol je malo slovo n s repom koji je zakrenut nalijevo, a izlazi iz donjeg dijela lijevog uspravnog dijela slova. Simbol ɲ ne treba brkati s ɳ, oznakom za retrofleksni nazal ili s ŋ, oznakom za velarni nazal.
Glas postoji u standardnom hrvatskom i mnogim narječjima; suvremeni pravopisi hrvatskog jezika koriste dvoslov nj, (vidjeti slovo nj).
Glas postoji, između ostalog, u većini romanskih i slavenskih jezika. Primjerice, u češkom se označava simbolom ň (Unicode U+0148), u jezicima na koje je utjecao španjolski pravopis koristi se simbolom ñ (Unicode U+00F1).
Karakteristike su:
- po načinu tvorbe jest nazal
- po mjestu tvorbe jest palatalni suglasnik
- po zvučnosti jest zvučan.

Glas se nalazi u 31,3 % svih jezika zabilježenih u bazi podataka UPSID.

## Vanjske poveznice
- UCLA Phonological Segment Inventory Database (UPSID)(eng.)